# Stimorol

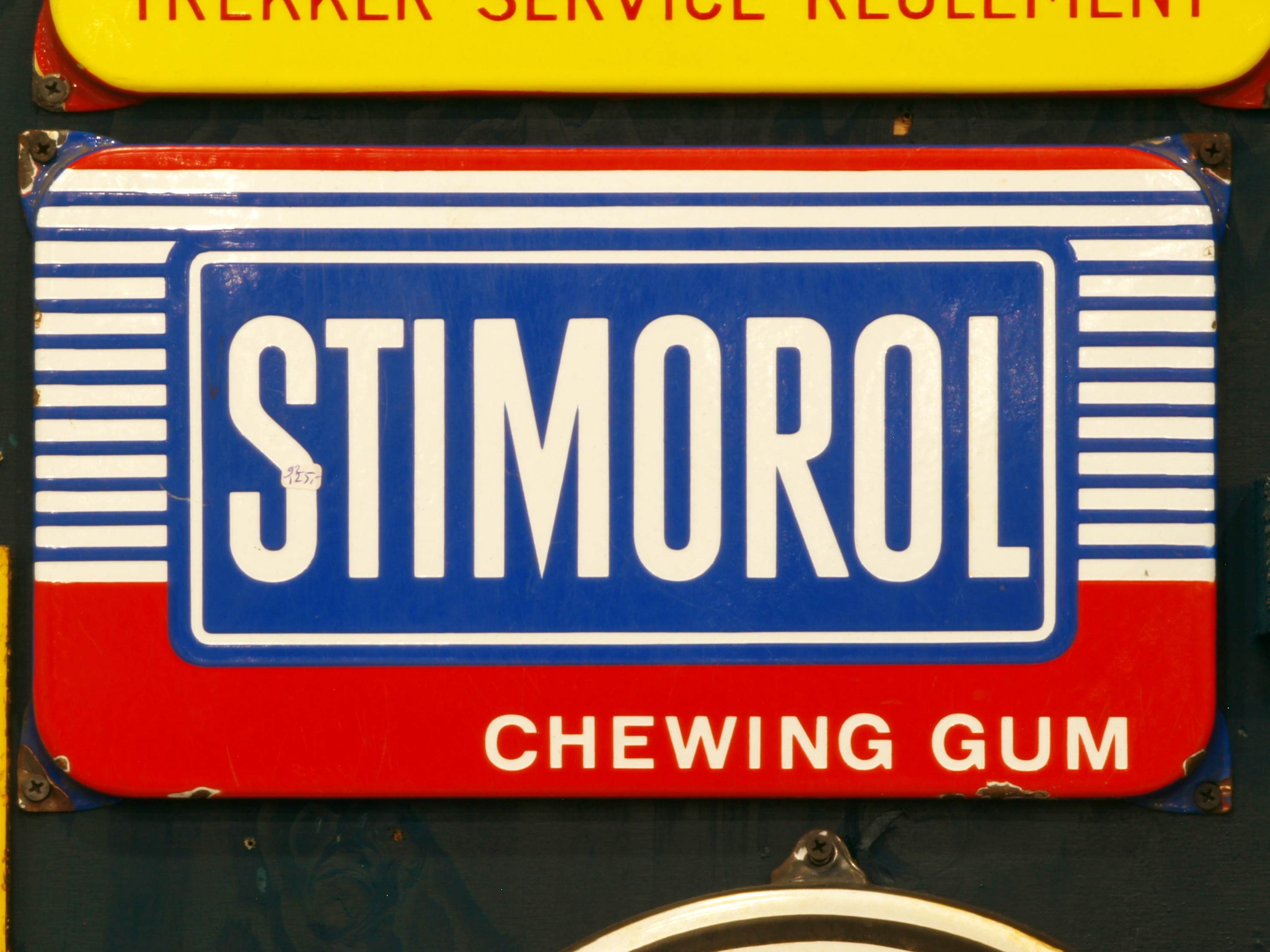
Stimorol-Werbetafel

Stimorol ist eine 1956 von dem dänischen Süßwarenhersteller Dandy eingeführte Marke und gehört heute zu Mondelēz International.

## Geschichte
Die Marke Stimorol wurde 1956 vom 1915 gegründeten Unternehmen Dandy auf den Markt gebracht und gleichzeitig als Marke in Deutschland geschützt. Sie wurde zunächst nur in Skandinavien verkauft, ist aber nun in ganz Europa erhältlich. Im Jahr 1978 wurde eine zuckerfreie Version auf den Markt gebracht, seit den 1990er Jahren gibt es unterschiedliche Geschmacksrichtungen. 2002 wurde Stimorol, sowie weitere Kaugummi-Marken von Dandy, von Cadbury-Schweppes übernommen. Cadbury-Schweppes gehört heute zu Mondelēz International.

## Sonstiges
Stimorol-Kaugummis sind auch Bestandteil der EPa der Bundeswehr.